# Chromosom 6
Chromosom 6 – jeden z 23 parzystych chromosomów człowieka. DNA tworzący chromosom 6 liczy ponad 170 milionów par zasad, co stanowi 5,5-6% materiału genetycznego człowieka. Na chromosomie znajdują się geny kodujące białka głównego układu zgodności tkankowej (MHC). Liczbę genów mających swoje loci na chromosomie 6 szacuje się na 1100-1600.

## Geny
Niektóre geny mające swoje locus na chromosomie 6:
- BCKDHB
- CDKN1A (p21)
- COL11A2
- CYP21A2
- DCDC2[1]
- DSP
- EYA4
- EZR
- HFE
- HLA-B
- MUT
- MYO6
- PARK2
- PKHD1
- TNXB
- VEGF
- IGF2R.

## Choroby
Niektóre z chorób związanych z mutacjami w obrębie chromosomu 6:
- zesztywniające zapalenie stawów kręgosłupa
- kolagenopatie typu II i XI
- zespół Ehlersa-Danlosa
- hemochromatoza
- niedobór 21-hydroksylazy
- choroba syropu klonowego
- kwasica metylomalonowa
- wielotorbielowatość nerek
- choroba Parkinsona
- porfiria.